# Francesc Recasens i Mercadé
Francesc Recasens i Mercadé (Reus, 1 de març de 1893 - Barcelona, 9 d'octubre de 1965) va ser un escriptor i banquer català. Era el germà petit del polític socialista Josep Recasens i del banquer i soci seu Eduard Recasens i Mercadé.

## Biografia
De jove es va vincular amb alguns membres de l'antic Grup modernista de Reus que residien a la ciutat. Va ser amic de Plàcid Vidal. Va participar en algunes revistes reusenques, com ara El Rossinyol, Foc Nou, la Revista del Centre de Lectura i Foment. Dramaturg innovador, va tenir molt d'èxit amb les seves obres principals d'estil modernista: Maria Agna (representada el 1907) i El Cego Simó (Barcelona 1913). Les seves obres descriuen temes socials, amb una prosa dura i desenllaços dramàtics.
També es va dedicar a la banca, i va ser el subdirector del Banc de Catalunya entre 1920 i 1931. Juntament amb el seu germà van protagonitzar l'important ascens financer de l'entitat gràcies a la bona relació que mantenien amb el ministre d'Hisenda de la dictadura José Calvo Sotelo. Un dels èxits de Recasens va ser la creació des del banc de l'empresa privada petroliera CEPSA (amb el suport del ministre), que va construir la primera refineria de l'estat, motiu pel qual va residir a Madrid durant uns anys, ja que era conscient de la necessitat de tenir el poder de l'estat al costat per aquestes empreses de gran envergadura. Precisament fou l'estreta col·laboració amb el règim el que va generar una forta animadversió tant de la banca madrilenya i basca com dels polítics republicans que vindrien després de la dictadura, els quals acabaren provocant la fallida de l'entitat bancària. El 1928 havia fundat a Madrid, amb Calvo Sotelo i altres, el Banc Exterior d'Espanya, que en la postguerra va tenir gran influència.
Molts anys després Recasens va publicar una sèrie d'articles al Diario de Barcelona en què explicava la complicada relació entre política i economia, textos que el 1956 va recopilar en el llibre Escritos.
Durant la postguerra Francesc Recasens va actuar com a mecenes de la cultura en uns moments difícils creant una beca anual que subvencionava l'estada a Catalunya d'un estudiós de la ciutat catalanoparlant sarda de l'Alguer. Amb Domingo Valls i Taberner i Agustí Pedro Pons van comprar el vell Teatre Romea i en van sufragar la restauració. Va regalar al Centre de Lectura de Reus la construcció i equipament del refugi de muntanya Musté-Recasens al poble de Mont-ral.

## Obres

### Dramàtiques
- Maria-Agna: quadro dramátic. Reus: Biblioteca Foc Nou, 1910
- El cego Simó: tragédia en un acte. Barcelona: A. Artís, 1913
- Fins a la mort, estrenada al Teatre Romea, l'11 de maig de 1918.

### Economia i política
- Escritos: 1927 - 1955, (Barcelona, 1956). Recull d'articles d'economia i política